# سهره دمگاه‌زرد سوری
سهره دمگاه‌زرد سوری (نام علمی: Serinus syriacus) نام یک گونه از سرده سهره دمگاه‌زرد، با منقار کوتاه و پرهای خال‌دار قهوه‌ای تیره و روشن است.